# ステーションワゴン
ステーションワゴン (英: station wagon) は、車体形状や使用形態により分類される自動車の形態のひとつである。

## 概要

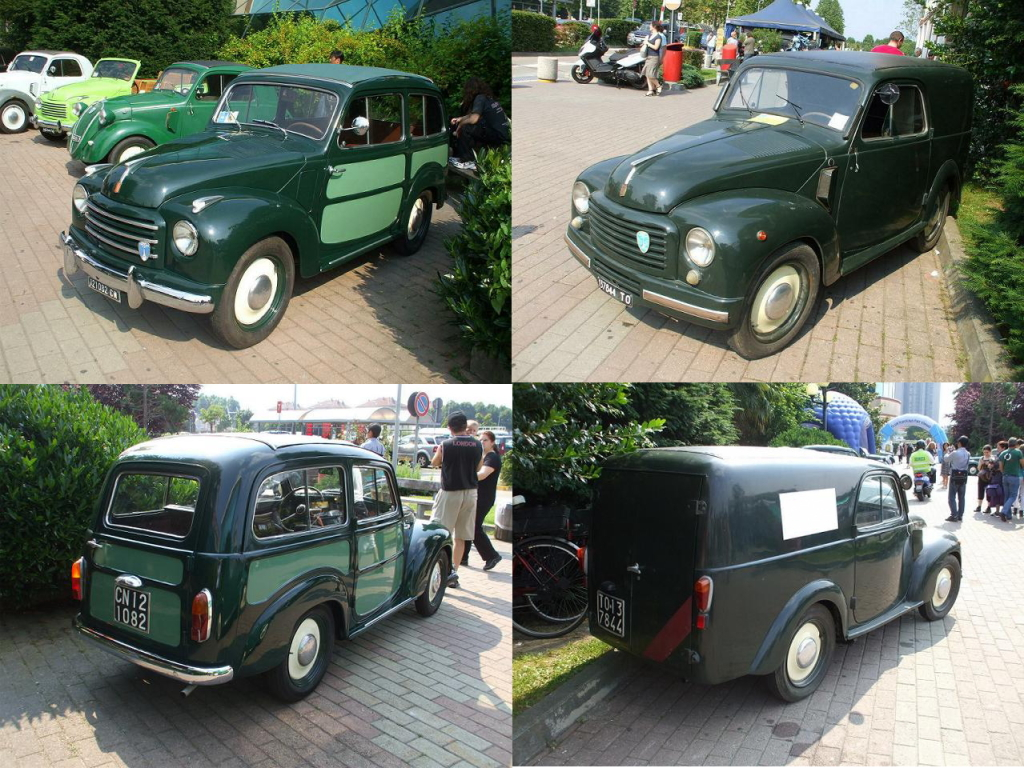
1950年代のフィアット・500でのエステートワゴン（左）とバンの相違。
ジャルディニエラ ベルヴェデーレ（左）と同コメルシアル バン。この例ではワゴンはバンと比較して装飾が多く、バックドアも観音開きに対し上下開き、全高やリアオーバーハングも、荷室容積よりスタイルやプロポーションを重視していることがわかる。

いわゆる2ボックスの形状で、前部にはボンネット（エンジンコンパートメント）、後部には乗員の座席とひとつづきの荷室を備えている。1990年代以前は荷室に収納式の予備座席（ジャンプシート）を備え、後のミニバン並みに使えるものも少なくなかった。単にワゴンとも呼ぶが、日本の場合、報道などで「ワゴン車」という場合はワンボックス型であることもある。
当初の自動車は「むき出しのフレームに、人や荷物の輸送に適した車体を架装したもの」であった。その架装方法により、人を乗せるか、荷物を乗せるか、人も荷物も乗せられるようにするかの違いだった。乗用車の作り方がモノコックベースとなってからは、乗用車のセダンタイプをベース車両として設計された自動車では、その設計ベースなら「セダンの屋根を延長して」と言えるが、そうでないならそうとは言えない。「セダンの屋根を延長したものがステーションワゴン」という定義はない。「ノッチバック（3ボックス）セダンの屋根を後端部まで伸ばし、その屋根とショルダーラインとの間にもガラスとピラー（柱）を入れてトランク部を大きな荷室としたもの」（日本でのナンバー区分は3か5）。「ピックアップトラックの荷台を屋根つきの貨物室とした」という発想は、ベース車両設計がセダンであるというだけのことであり、当初のベース車両がどのようなものかと、それがステーションワゴンであるかライトバンであるかとは関係がない。同じベース車両から作られれば両者は車両としては同じものである。違いはその使用形態にあるのみであり、日本では、その使用形態が「法律上の区分（つまり税金区分）」となり乗用車区分のステーションワゴンと商用車区分のライトバンと区分けされている。ステーションワゴンもライトバンも貨物室の両側面にガラスのウィンドウを持つものでは、見た目も同一であり、単に法令上（税制上）の区分でしかない。一般にはステーションワゴンが個人ユースの装備を持って販売されるために豪華仕様に見えることが多い。しかし、両者はコスト面から全く同じ車体を使用して生産される（車名すら同じということも多々ある）ことが多いため、一般的にはステーションワゴンとライトバンの両者の違いはわからなくても当然である。また、現代でもフレームベースの車両で作られればそれもステーションワゴンやライトバンであることには変わりはない。人と荷物を載せられればステーションワゴンやライトバンであり、それにどういう名前をつけるかであり、日本では法令上、乗用車区分で販売したいならステーションワゴン、商用車区分で販売したいならライトバンと呼ぶだけのことである。
運送車両が大型化したことにより一般にバン(van)とはトラックの箱車（荷台が覆われているもの）のことであり2トン4トン10トンそれ以上などの大型も含む。つまりバンの範囲はいわゆるワゴンの範囲よりも広い。一方の、lightなvanとは、当然ながら、日本で通常ライトバンと呼ばれる車両も含むが、さらにそれよりもはるかに大きく、ハイエースよりもさらに大きなものを指すのも一般である。よってステーションワゴンとライトバンを対比させることは間違いである。
しかし、自動車発祥の地である欧州においては、ライトバンで貨物室の両サイドに日本のそれのようにガラスウィンドゥを持つものは存在せず、荷物室の両側はボディと同じ鉄板製であり窓を持たないため、ワゴンとバン両者の違いは顕著である。一般的にはステーションワゴンは充分な貨物スペースを保持するものであり、貨物スペースが大きいのが特徴であるが、近年はデザインを優先させた面からリアオーバーハングやラゲッジスペースの容量・奥行を大幅に短縮したため、ハッチバックタイプとの見境が難しいモデル（ホンダ・アヴァンシア、三菱・コルトプラス、スバル・レヴォーグ、マツダ・MAZDA6 WAGON、トヨタ・カローラツーリング）、またハッチバックでありながらワゴンと名乗るモデル（マツダ・ファミリアS-ワゴン、マツダ・アクセラスポーツ(3代目除く)、スバル・インプレッサスポーツ〈←スバル・インプレッサスポーツワゴン〉、トヨタ・Opa、トヨタ・アルテッツァジータ〈レクサス・IS300スポーツクロス〉、スズキ・エリオ）等、メーカーや時代によっても基準は分かれる。また、日本の車検証での「車体の形状」の表記種別の一つでもあり、トヨタ・イプサムやトヨタ・ウィッシュ、トヨタ・プリウスα（3列シートモデル）、ホンダ・エディックス、ホンダ・ストリーム、ホンダ・ジェイド等一般的にミニバンと認識されている車両や、ホンダ・フィットのようにハッチバックと認識されている車両であっても車検記載上はステーションワゴンとして扱われる。ステーションワゴン以外には、セダン、クーペ、ミニバン、トールワゴンなどがある。
しかし、趣味的な利用の増加によって優れた居住性や、高いドライバビリティを持ったステーションワゴンが登場し、現在では積載能力にも配慮しつつ、上質な性能を持つものとして認識されている。
走行性能、居住性、積載能力、駐車場での取り回し、燃費など趣味性と実用性を高い領域でバランスを保てるというメリットはあるものの、1990年代半ば以降その人気・需要は、クロスオーバーSUVやミニバン、トールワゴンといった背の高いボディタイプに奪われている。それでいてセダンよりも圧倒的に車種は少ない。しかしスバル・レヴォーグが堅調な人気を示し、トヨタ・カローラは全シリーズ（無印セダン/ツーリング/スポーツ/アクシオEX(トヨタ教習車含む)/フィールダーEX）の過半数をステーションワゴンタイプが占めるなど、一部においては根強い人気を誇るのもまた事実である。
なお、日本の車検証の形状では乗用車は001（箱型）、002（幌型）、003（ステーションワゴン）の実質3種類しか用意されていないため、いわゆるセダンタイプ以外は「ステーションワゴン」と表記されている場合が多いが、実際の形状を反映しているわけではない。

## ステーションワゴンの歴史

### 米国における歴史
最初のステーションワゴンは列車での旅行の時代の製品だった。それは『デポハック』(depot hacks) と呼ばれた。デポとは鉄道の駅の意で、ハックとはハックニーキャリッジ (hackney carriage)、英国が支配していた時代のタクシーの呼び名）のことである。
また「キャリーオール」（carryalls 、「全部（なんでも）運べる」との意）とも「サバーバン」（suburbans 、「郊外」の意）とも呼ばれていた。「ステーションワゴン」は「デポハック」と同意で、それは「ワゴン (wagon)」、つまり人と荷物を載せる車で、かつ、そのワゴンは、列車が駅（ステーション）についたときに、列車から降りてきた人とその荷物を受け取って載せ、近所の最終目的地まで連れて行く役割をしていたことからステーションワゴンと呼ばれた。
初期のステーションワゴンは、トラックの進化だったため商用車とされ、一般消費者向けとは考えられていなかった。初期のステーションワゴンのフレームは全部覆われてはいなかった。商用だったからだ。屋根は固定屋根だったが、ガラスはなく、乗客部分だけを覆っているものだった。ガラスの代わりにキャンバス地のサイドカーテンを開け閉めして使っており、悪天候の際にはもっと堅いカーテンをスナップでとりつけて使っていた。

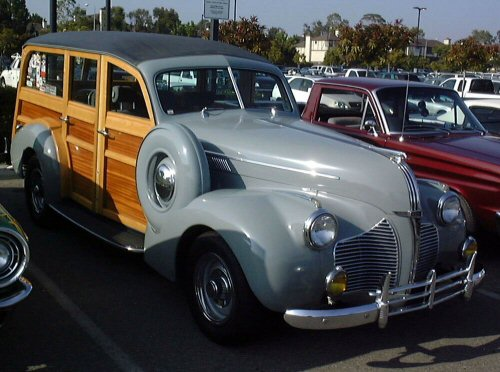
ポンティアック・ウッディ(Pontiac woodie)

1910年代にはフォード・モデルTのステーションワゴン（6人乗車）が製作されたが、これはまだデポハックとも呼ばれていた。木製ボディは手で磨いて仕上げられており、一般にはウッディ (woody) と呼ばれて親しまれた。屋根はあったが側面は全開放されていた。後部座席をはずすとトラック状となった。
1922年、ハドソンの低価格ブランド用子会社エセックスがお買い得の全天候型の自動車を世に出した。これが米国自動車産業がオープン型車両から消費者の求める覆われた（エンクローズ）自動車に向かうきっかけになった。特に上流階級向けの高額モデルを作っていた自動車会社ではステーションワゴンもエンクローズタイプとなっていく。この時代のガラス窓は、リトラクタブル型やスライド式だった。
当初、ワゴンメーカーの乗客コンパートメントはカスタムボディビルダーにアウトソースされていた。木製ボディの製作には時間がかかったからだ。木製ボディの製造メーカーとして、ミッチェル・ベントレー (Mitchell Bentley)、USB&F、キャントレル (Cantrell) などがあった。木製ワゴンの屋根は通常ストレッチト・キャンバス (stretched canvas) と呼ばれるキャンバス地を張ったものに防水加工をしたものだった。
1919年には、ストートンワゴンカンパニー（Stoughton Wagon Company 、ウィスコンシン州ストートン）がカスタムワゴンボディをフォード・モデルTに架装を開始。同年、木製ボディ架装業 J.T.カントレル社 (J. T. Cantrell) がクライスラー車に木製ボディを架装し1931年まで続けた。
やがて、自動車メーカー自身がステーションワゴンを製作するようになる。GM創業者ビリー・デュラントの会社デュラント・モーターズのブランドであったスターから1923年に発売されたものが一般には最初の自社生産ステーションワゴンとされている。
フォードは、ステーションワゴンの最大手として、1929年には販売トップとなっていた。フォードは自社で堅木の森と製材所を所有していたため、A型のワゴンでのコンポーネントの供給をはじめた。1929年にはA型のワゴンに使うコンポーネントのサプライを開始。このモデルでは最終工程はまだ社外への委託作業だった。当初は工場で最終組立された自動車をデトロイトのブリグズ (Briggs) に持ち込み、ルイビルのメンゲル (Mengel Company) からの部材でボディを架装していた。
ダッジも1929年には直列6気筒エンジンのスタンダードシックスをベースとしたステーションワゴンモデルを生産している。定員6人で客室の窓は下に落とし込むタイプで片側に3枚ずつついていた。
ステーションワゴンの始まりは商用だったので、1930年半ばまでは木製ボディであり、これらはウッディ (woodies) とよばれて親しまれていた。
また、乗用車の乗客のコンパートメントのフレーム（車体枠）には広葉樹から切り出された堅木が使われていた。通常の乗用車ではフレーム（車体枠）は鉄で覆われており、ラッカー（米国のラッカーは自動車塗料の意）で色をつけられ保護されていた。最終的にステーション・ワゴンも、オールスチールボディが適用された。それは強度とコストと耐久性に優れていたためだった。
しかし、次第に社会的に高級なものとして認められるようになってくる。車両価格は一般的な車よりも高めに設定されたが、富裕層には人気を得ていた。米国のカントリークラブでの社交用品のひとつでもあった。紳士らしさを強調するための、ハードウッド（広葉樹木材）のボディの使い勝手がビュイック、パッカード、ピアース・アローなどの高級車メーカーに好んで使用された。
名声とは関係なく、ウッディ・ワゴンには常時メンテナンスが欠かせない。ボディはニス仕上げなので、使用中にも一定期間で塗りなおしが必要となる。木は季節によって膨張・縮小するためネジの締めなおしも必要である。

#### 名称の変化
- デポハック - 人を乗せるキャリッジに重きを置いているが、ワゴンは荷物に重きが置かれている。
- キャリッジ - フランス語起源の英語で人を乗せる車両であり乗り心地も重視された。
- キャリーオール - 人だけでなく荷物だけでもなく両方載せられた意味。
- サバーバン - 到着地から周辺地区まで人と荷物を運んだから「サバーバン」でもあった。
- ワゴン - ドイツ語起源の英語で荷物を主に載せる車両を指す言葉として使われ乗り心地よりも運搬力を重視した。
- トラック - より重量物を運べるようになり、荷を運ぶ用途の車両はトロッコにその起源をもつトラックという用語に置き換えられた。

#### オールスチール製ワゴン
第二次世界大戦が終わり、1942年時点の生産治具を使い自動車生産が再開された。大戦期間中に生産技術はかなりの進歩をとげていたため、大戦後の新デザインではステーションワゴンもオールスチール（全鉄）製が普通になった。
北米でのオールスチール製ステーションワゴンはウィリス＝オーバーランドの1946年式ジープ・ステーションワゴンである。これは大戦中に戦争遂行のために作られた頑丈なジープベースのもの。このウィリス車は2ドアモデルで、プレミアム・トリム・パッケージではパッセンジャー・コンパートメント外側がウッディ時代のワゴンを彷彿とさせる軽量フレーム/暗色系パネルのデザインとなっていた。
1949年、プリムスが自社初オールスチール製ステーションワゴンの2ドア車プリムス・サバーバンを発売。これは民生用自動車ベースである。1950年にはプリムスのラインからはウッディ型がはずされ、すべてがオールスチール製ボディとなる。シボレー・サバーバンも非常に似た仕様だった。ビュイックは最後までステーションワゴンの木製構造にこだわったメーカーだったが、それでも1953年が最後の年となった。
フォードとマーキュリーは1955年まで見た目は木製タイプのようなモデルを提供している。しかしその見た目を形作っていたものは鉄、プラスチックなどの素材だった。3M社開発のダイノック (DiNoc) などの高分子化合物も使われていた。フォード・カントリー・スクワイアという名前で知られているフルサイズワゴンは1949年に登場し1990年代初頭までフォード社の主力製品の一角を占めていた。
1966年に、米国で再び木製装飾がなされたステーションワゴンがダッジから登場する。その外観は15年間変わらなかった。1967年からはこの木製風装飾は最高級モデルに限定して使われたが、これは飾りのないモデルは安価であることをあらわし、そうでないものはステータスをあらわすことを意味していた。
米国では都市郊外に形成された地域コミュニティで、「その年に発売された」ウッディタイプ（木製装飾）ステーションワゴンを所有していることが富の象徴でもありまた所有者の趣味のよさを示すものと受け取られていた。しかし1990年代以降は、これら「フェイク・ウッド ("fake wood")」とよばれた木製風スタイルは古臭いものとされるようになり、メーカーは製品ラインから外すようになった。その後、PTクルーザーがレトロスタイルで登場したことがきっかけとなり、アフターマーケット・アクセサリーメーカーがノスタルジアを感じさせるウッディキット (faux woodie kits) を売り出すようになった。
米国でステーションワゴンは1950年代から1970年代にかけて大人気となり、生産台数においても最高の時代を謳歌（おうか）した。1950年代から1960年代半ばには、通常モデルの2ドアモデル4ドアモデルから当時流行したBピラーなしのハードトップモデルまでさまざまなボディスタイルのものが作られた。AMCのランブラーがハードトップのステーションワゴンを1956年式から世に出し、つづいて1957年式でマーキュリー、オールズモビル、ビュイックから、1960年式ではクライスラーからも発売された。ハードトップステーションワゴンは製造コストもかかり高価だったので販売数は多くはなかった。GMは1959年式で、AMCは1960年式、フォードも1961年式ではラインナップからはずしてしまった。クライスラーとダッジが1964年式まで販売していた。

#### フルサイズワゴン

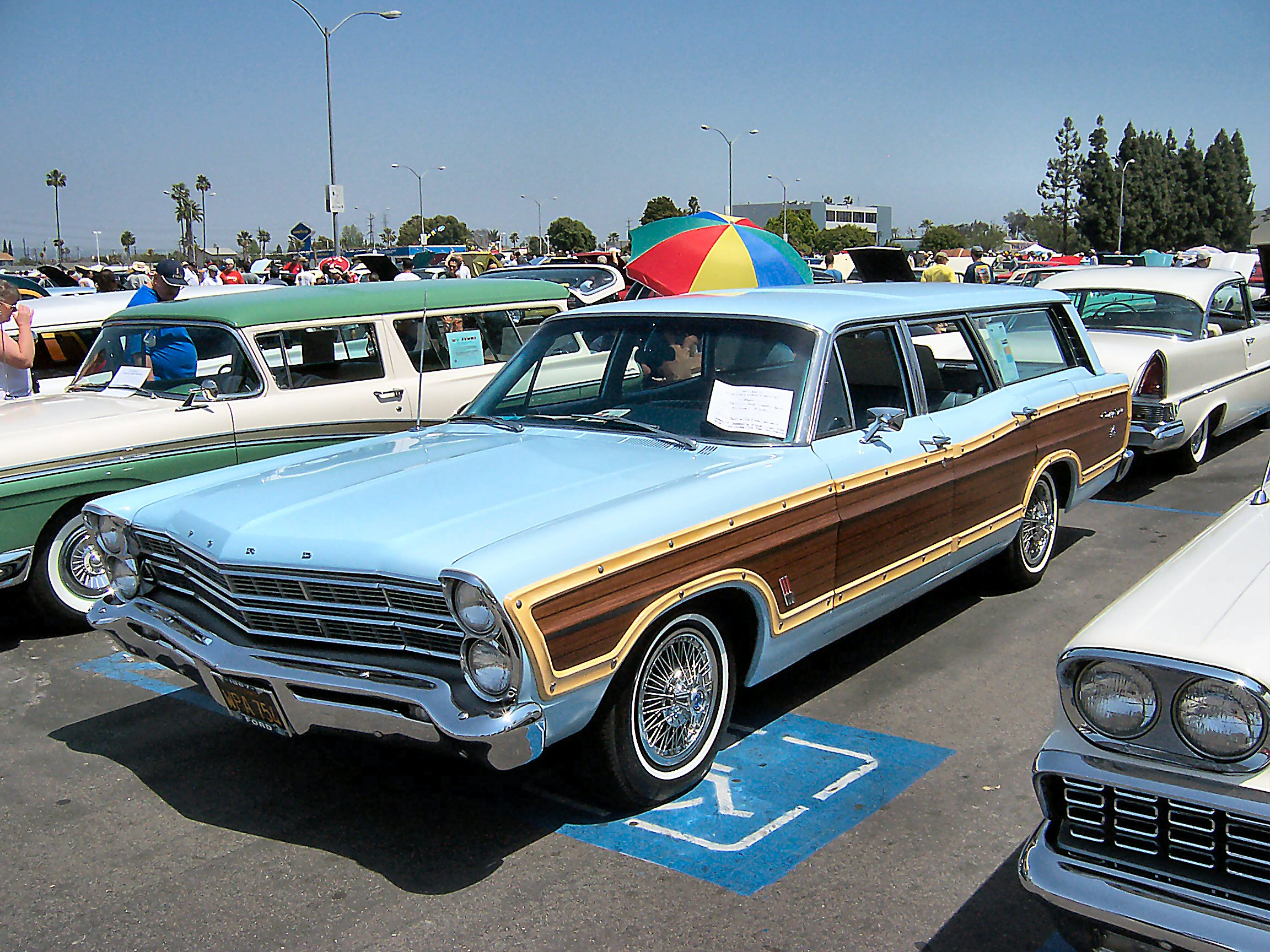
1967年型 フォード・カントリー・スクワイア - フルサイズワゴンの一例

米国ではフルサイズのステーションワゴンは6人から9人乗車であることが通常とされてきた。6人乗車の基本仕様は3人がフロントシート、もう3人がリアシートに座るというもので、シートはどちらもベンチ型のシートである。9人乗車には、ベンチ型シートをもう一つ三列目のシートとして追加した。三列目シートは後ろ向きにレイアウトされることも多かった。この三列目シートはリアの荷物置き（リアカーゴ）の後輪車軸上に位置することとなった。フォードは、それぞれのシートに2人分追加して10人乗車としたが、かなり狭かったため後のモデルでは1人分追加の8人乗車仕様とされた。
新しいモデルになるに従い、より小型のプラットフォームで作られるようになったため、5人乗車または6人乗車となる（フロントシートがバケット型かベンチ型かによる）。車の大きさと安全性の観点から、乗用車ベースで製作するステーションワゴンではリアカーゴ部分にシートを設けることが禁止された。例外は、フォード・トーラスとマーキュリー・ステーブルで、これらには、小型のジャンプシート（折りたたみ式シート）が子供二人用として装備されていた。シボレー・サバーバン、フォード・エクスペディションといったフルサイズSUVではフロントシートもベンチ式とした9人乗車仕様など上記フルサイズステーションワゴンと同機能を備えている。また、米国では日本と同様SUVも車両登録上『ステーションワゴン』とされており、カテゴリーとしてもSUVはステーションワゴンとすべきと主張する人も多くいる。

#### 2ドアワゴン車

マーキュリー コミューター 2ドアハードトップ ステーションワゴン

1955年、1956年、1957年として、シボレーはシボレー・ノマド、姉妹車ポンティアック・サファリがスポーティ2ドアワゴンとして発売された。米国での家庭用としての売れ行きは思わしくなく3年で終了した。その車名は1958年にピラー付4ドアワゴンモデルに使われている。シボレーはノマド名は1961年式で終了。ポンティアックは1980年までサファリ名を使った。マーキュリーでは1957年から1960年にかけて2ドアハードトップワゴンを生産した。1961年にはこのユニークなモデルを終了、ピラー付モデルのみとなった（米国ではステーションワゴンとワゴンは同じ意味で使われる。ワゴンは荷物を載せるものでトラックと同じ意味をもつ）。

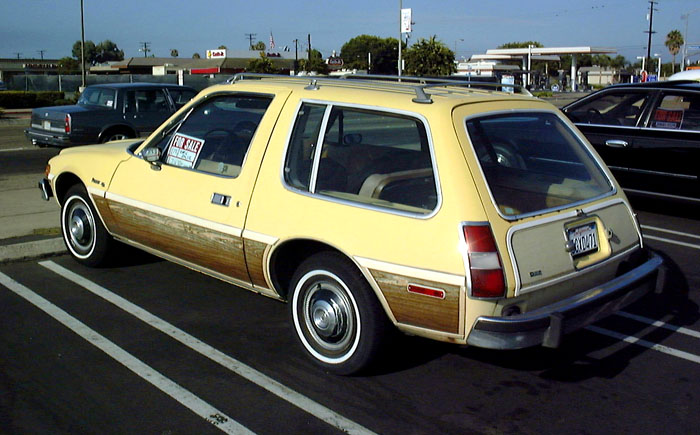
AMC・ペーサー ワゴン

1970年代は米国で2ドアワゴンのピークだった。多くのメーカーが小型車ラインでの作成を始めた。1972年から1980年にはフォード・ピント、マーキュリー・ボブキャットが発売される。1971年から1977年にはシボレー・ベガの2ドアワゴンモデル。ポンティアック・アストルでも同様モデルを1973年から1977年に発売した。AMCもペーサーのワゴンモデルで市場に参入し1977年から1980年まで発売した。
米国ではセダン・デリバリーまたはデリバリーと呼ばれる2ドアステーションワゴンがある。通常リア部分は窓はなくパネルで覆われている。これは米国では1970年代から製造されているもので、ベガとピントでパネルタイプが提供されたことに始まる。

#### 現状
米国では多目的車両として一世を風靡したステーションワゴンであるが、1983年に登場したダッジ・キャラバンの登場以降、その位置はミニバンに取って代わられることとなった。これらはスペースに有利な前輪駆動を使用していたことも一因である。更に1990年代半ば以降は各メーカーからクロスオーバーSUVが次々と登場し、消費者の需要は急速にステーションワゴンから離れていった。フォード・トーラス、ホンダ・アコード、トヨタ・カムリといったベストセラー車のステーションワゴンが何れも1990年代に廃止となり、輸入車についてはメルセデス・ベンツ・Cクラスのステーションワゴンを最後に2005年に米国市場から撤退した。2004年にはダッジ・マグナムで久方ぶりに米国メーカーによるステーションワゴンが復活したが、2008年を持って販売終了、以降米国ではステーションワゴンの新車は発売されていない。

### 欧州における歴史
フォルクスワーゲンは1950年に発売開始したVWトランスポルター (Transporter) で人と荷物を載せるコンビ (Kombi) タイプを発売している。以来「コンビ」という名称はステーションワゴンをあらわすものとして使用される。日本でボルボのエステートで知られるモデルもスウェーデンではコンビとしてカテゴリーされ呼ばれている。1953年にオペルは、レコルト・オリンピアを発売。後にステーションワゴンというカテゴリーで呼ばれることになる。スウェーデンのサーブ95が1959年から1978年まで発売された。2ドアファストバックサルーンをベースとしたエステートである。1977年にはアウディ・100アヴァント、1978年にはメルセデス・ベンツ・300TD/240TDというステーションワゴンが発売されている。
長期休暇に自動車を使っての旅行をする機会も多い欧州では、セダンに近い使い勝手を持ちながら積載性に優るステーションワゴンは重用された。欧州メーカーはセダンの各車種にステーションワゴンのラインナップを加えている場合も多い。1990年代後半からは、アメリカからのクロスオーバーSUVへの需要の移行が欧州でも顕著になった。2010年代以降では、多くのメーカーがクロスオーバーをラインナップし、本来アメリカ市場に向けて企画されたモデルが欧州でも意外な好評を得るという現象もみられている。

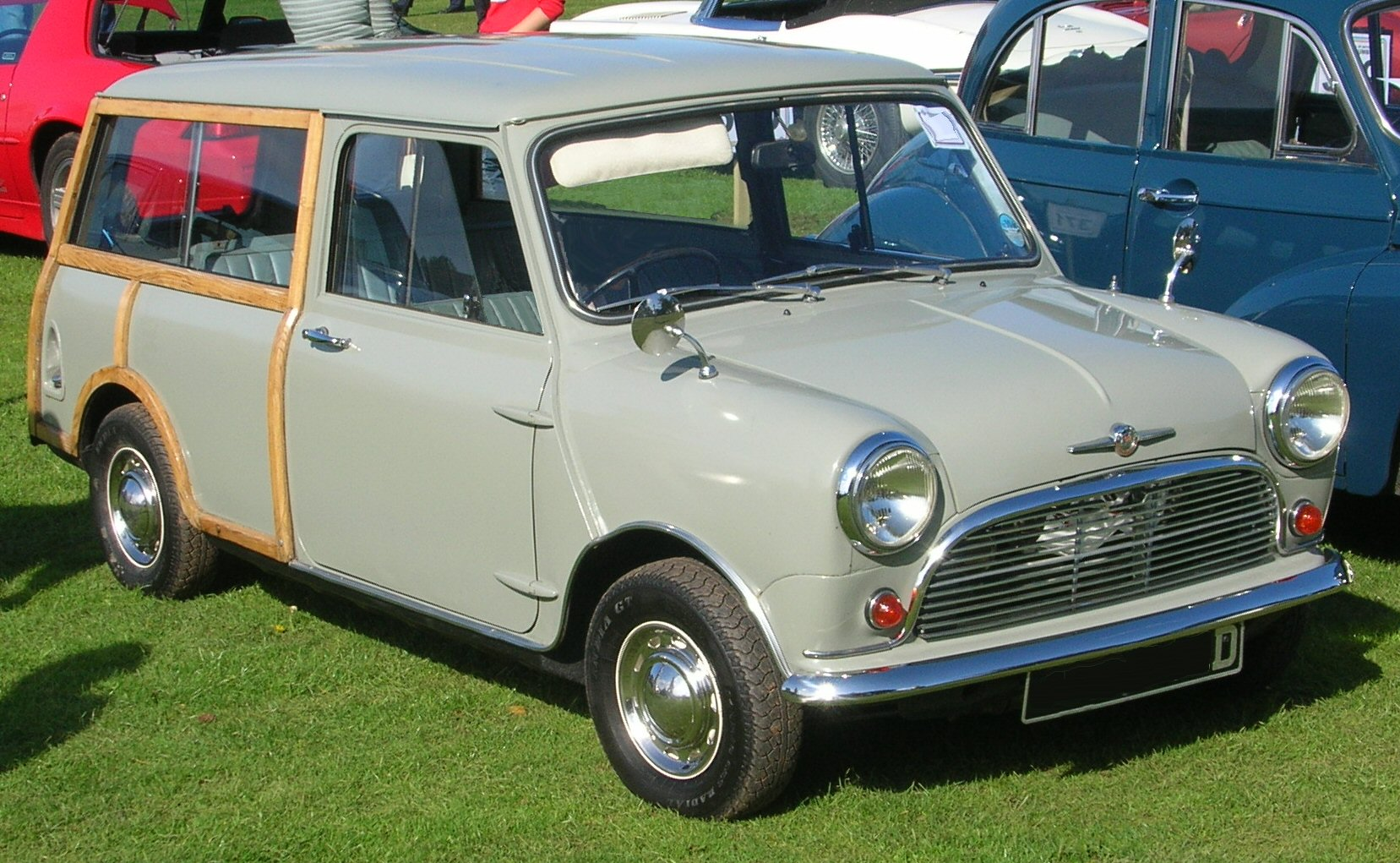
1966年 モーリス
ミニ マイナー トラベラー

英国では中小型のエステートカーが一般的で、モーリス・1000（モーリスマイナー）やMiniのエステートモデルがその中心である。モーリス1000にはアッシュウッドフレームタイプもあった。両モデルともオプションで両開き型のバンタイプのリアドアにでき、昔ながらのシューティングブレークスタイルにすることができた。ヒルマン・インプのエステートモデルヒルマン・ハスキーはリアエンジンのエステートで珍しいタイプだった。
西欧の2ドアエステートとしてフォード・エスコート、モーリス・1100、ボクソール・ビバ、ボクソールシベット、フィアット・127がある。

### 日本における歴史

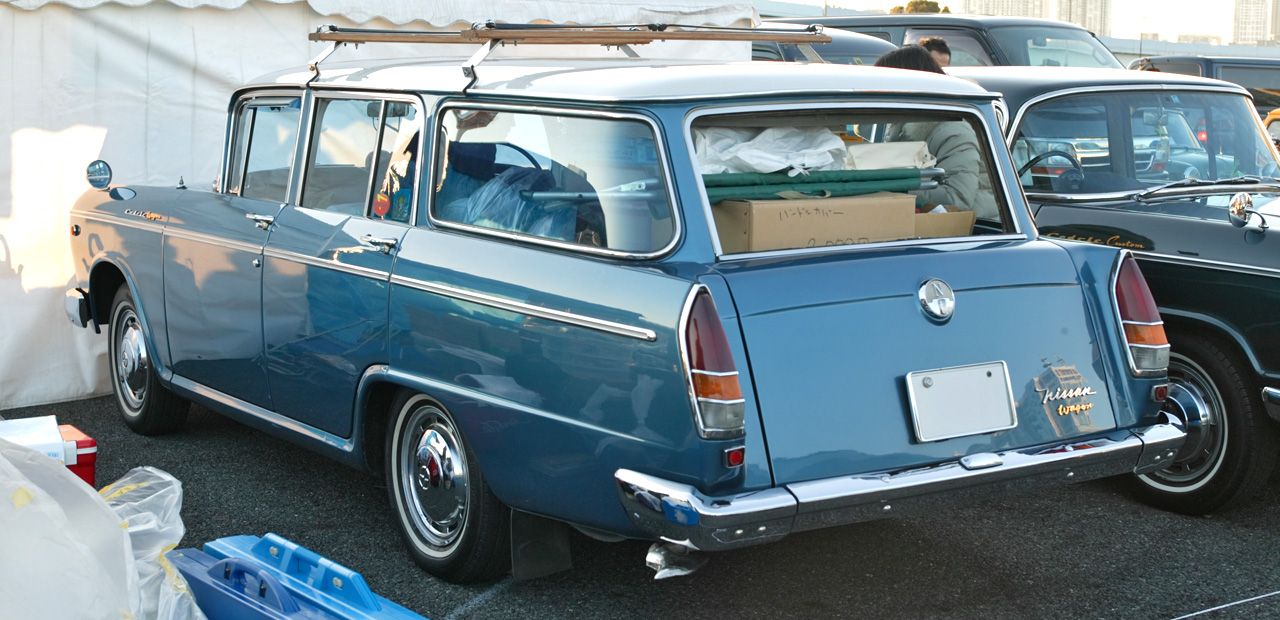
初代日産・セドリック
ステーションワゴン

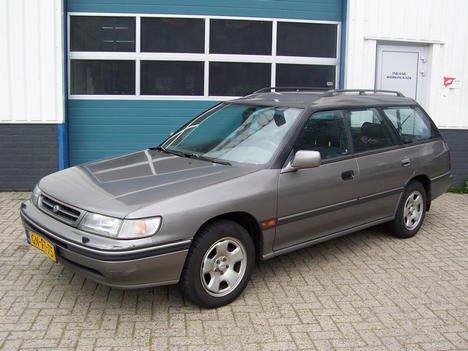
初代レガシィツーリングワゴン

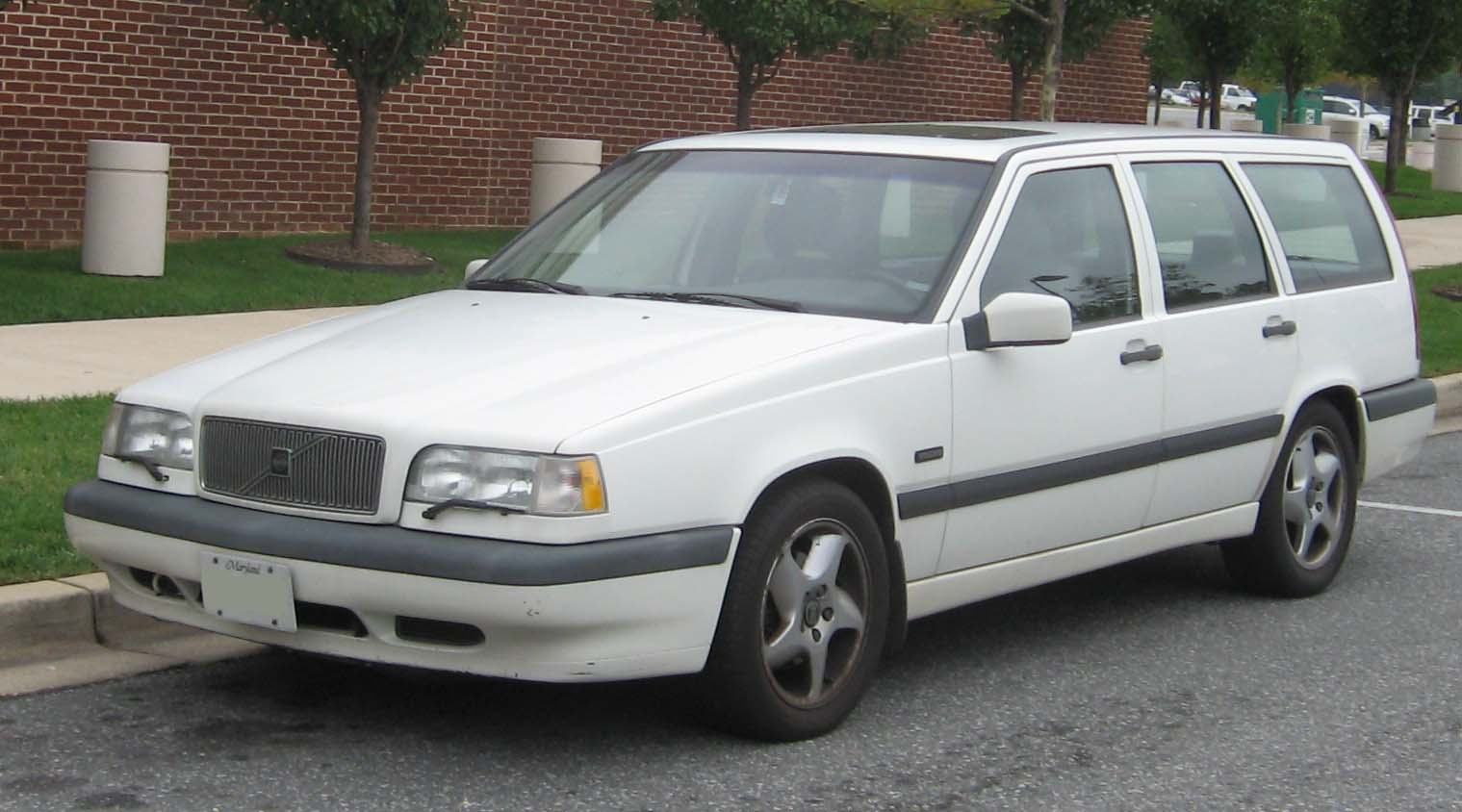
ボルボ・850

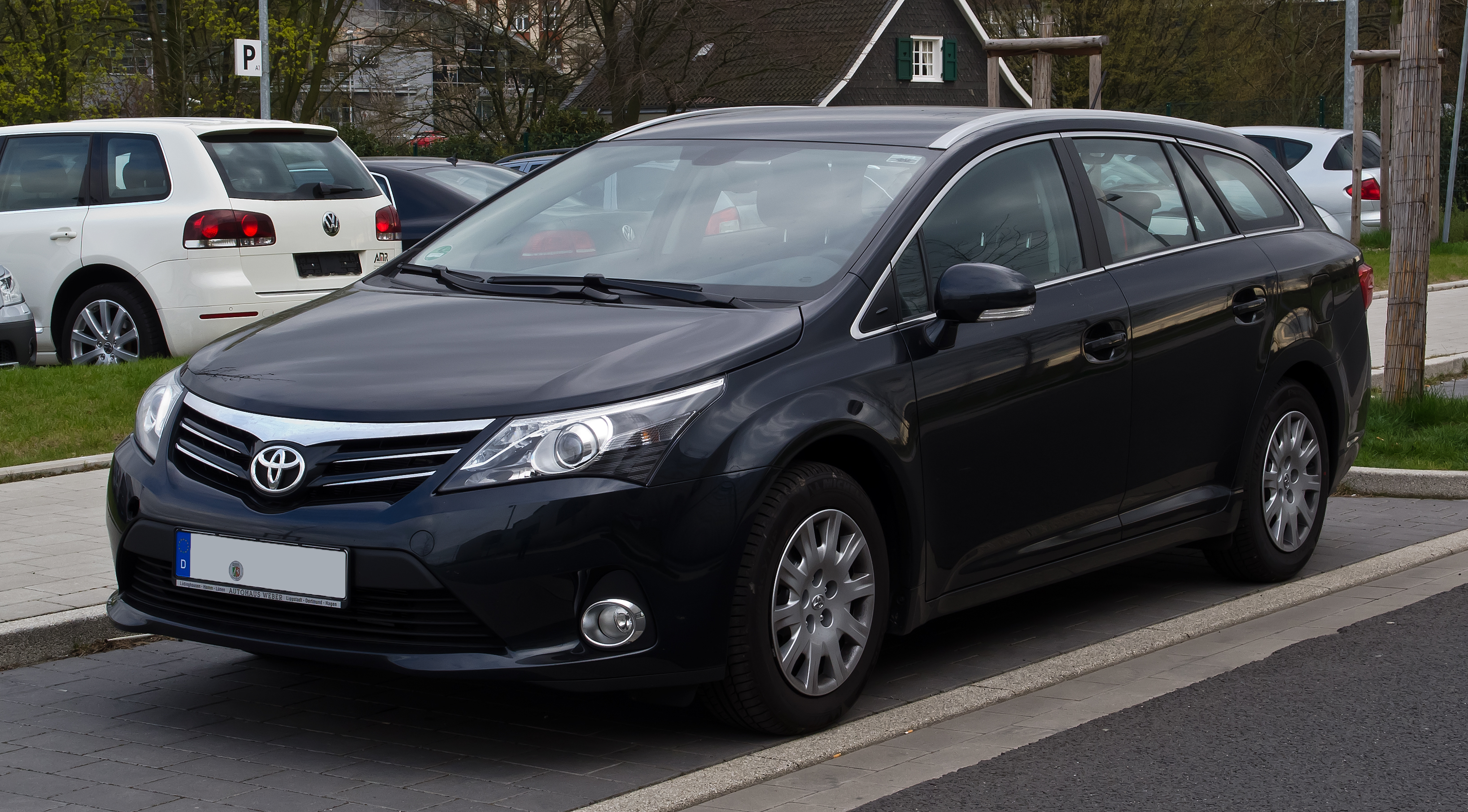
トヨタ・アベンシスワゴン

自動車産業の立ち上がりから現在に至るまで、日本では貨物自動車であるライトバンと共用のボディで作られる例が多々あり、そうした車種は主に貨物車の1年車検を避ける目的で作られている。しかし一部には、予備座席（ジャンプシート）を備えた日産・セドリックなど、アメリカの流儀にならった高級志向のものも古くから存在した。また、釣りやスキーといったアウトドアレジャー用途にライトバンを用いるユーザー層が1970年代末から1980年代にかけて増えていくのに伴い、トヨタ・スプリンターカリブ、日産・サニーカリフォルニア、スバル・レオーネツーリングワゴンなどの、単なるバンの転換モデルではない車種が生まれ始めた。ホンダ・シビックカントリーのように北米に倣った木目装飾を装備した車両も登場したのもこの頃である。
1989年（平成元年）10月にスバル・レガシィツーリングワゴンに「GT」グレードが追加されたことや、輸入車であるボルボ・850エステートが爆発的な人気を得たことから、ステーションワゴンはライトバンと違い、セダンと同等かそれ以上の機能・性能を備えるものという認識が定着し、各社ともこの動きに追従するかたちでステーションワゴンの「洒落たレジャーヴィークル」への脱皮をはかり、日本にステーションワゴンのブームが到来した。
ステーションワゴンは1990年代のRVブームを頂点に車種別シェアとして一時20%後半まで増加し、この時期はほとんどの自動車会社がステーションワゴンを発売していた。しかし、かつて発売されていた多くのステーションワゴンが商用車とされるバン系車種も設定されていたことによるイメージ悪化をはじめ、2010年代後半以降、狭い日本ではより取り回しの良いクロスオーバーSUV（以下CUV）、ミニバン、軽ハイトワゴン（軽トールワゴン）やAセグメント級の小型ハイトワゴンなどの隆盛により単純なステーションワゴンを販売中止および生産終了することも増えた。三菱・コルトプラスが台湾専売に移行したほか、日産・ウイングロードが2018年（平成30年）3月をもって販売を終了し、日産とその傘下である三菱自動車はステーションワゴンから完全撤退した。ホンダ・シャトルが2022年（令和4年）8月をもって生産を終了したため本田技研工業もステーションワゴンから完全撤退した。2022年11月現在日本車ではトヨタ・カローラツーリング、およびトヨタ・カローラフィールダー、MAZDA6ワゴン、スバル・レヴォーグ、光岡・リューギワゴン（ベース車は3代目トヨタ・カローラフィールダー）がラインナップされている。
また、日本のみならず世界各国の自動車会社では依然として大半がステーションワゴンをラインナップしてはいるものの、1990年代以降からSUVとCUVの台頭に押され続けている。これは近年の実用性重視の風潮に加え、技術の進歩によりステーションワゴン、およびセダン、クーペ以外の自動車も高速域での乗り心地と操縦性（ハンドリング）を大幅に向上させているのも要因であると考えられる。

## その他の呼称
ステーションワゴンあるいはワゴンは、主にアメリカ合衆国やオーストラリアで使われているボディスタイルの名称。イギリス文化圏ではエステートカー (estate car)、フランスではヴォワチュールファミリアル (voiture familiale) や（英語の馬車由来の）ブレーク（break またはbrake）が用いられる。
固有の車名では、ボディスタイルの名称をつけることもあれば、乗用車用語にはとらわれず他分野からの借用や組み合わせによる造語などでメーカー固有の呼称を使用している場合もある。以下はその一例である。
- BMW - ツーリング
- アウディ - アバント
- オペル - キャラバン（日本では「ワゴン」の呼称を使用）
- サーブ - エステート
- シトロエン - ブレーク（2代目C5ではツアラーと名乗る）
- プジョー - ブレーク→SW（ステーションワゴンの意）
- フォルクスワーゲン - ヴァリアント（日本では「ワゴン」の呼称を使用していたが、2006年からパサート・バリアントとして紹介）
- ボルボ - コンビ（日本ではエステート、米国ではワゴン）
- ホンダ - エアロデッキ (Aerodeck)、シャトル。1985年発売のアコード・エアロデッキの他、欧州で販売されるシビックやアコードのワゴンはエアロデッキと呼称される。8代目アコードはツアラーを名乗った。シャトルは1983年から1996年までシビックのワゴンモデルとして使用されていたが、2011年からフィットのワゴンモデルの名称として復活。現在はフィットの車名が外れ、独立した車名となっている。
- トヨタ - ツーリングスポーツ、またはツーリング。2代目オーリス、および12代目カローラシリーズに設定されているワゴンの名称。過去には「エステート」の呼称例（クラウンエステート）もあった。
- レクサス - スポートクロス (SportCross )。初代ISに設定されたワゴンの名称（日本名：アルテッツァ・ジータ）
- ローバー - ツアラ
- ヒュンダイ - ツーリング（エラントラ〈2代目韓国仕様車"アバンテツーリング"及びi30CW米国仕様車"エラントラツーリング"〉）、CW (i30 CW)
- メルセデス・ベンツ - エステート（日本ではステーションワゴン）

その他に、現代では特殊なカテゴリーに属するものとして、同じく英国馬車由来のシューティングブレークという呼称もある。これはイギリスで貴族が狩猟用に猟犬と道具を載せられるようにした同カテゴリ名の馬車を利用していたのと同様の目的で、自動車時代では高級スポーツカーやGTカーを改造するか、あるいは、モノコック車以前でのボディがオーダー時代の自動車では一台一台が個々に別仕様の手作りとして製作され、広い荷室やさまざまな狩猟用装備と贅沢さを兼ね備えた車のことを指す。既成モデルではアストンマーティンのDB4～6やジャガー・XJ-Sなどの例がある。2ドアをベースとするものが「粋」と解された。2005年の東京モーターショーでアウディがシューティングブレークの名を持つコンセプトカーを出展した。

## 呼称に対する誤解
ステーションワゴンは、「station（駅）のwagon（馬車）」で「駅馬車」と訳され、アメリカ開拓期に人と荷物を乗せて都市間を移動した駅馬車がその語源として紹介されることがある。後者の駅馬車は映画のタイトルとしても知られるが、この原題は『Stagecoach』（ステージコーチ）である。ステージコーチとは馬車を使った交通機関のことであり、この「ステージ」とは馬車に乗っている乗客を乗り降りさせる駅を指す。現代でいえば長距離バス及びその停留所に相当する。これは19世紀より前から広く各国各地域で使われていた交通機関網である。
また17世紀頃の英国の公共交通用途の馬車には大別してハックニーキャリッジという市街地で使用される軽量なものと、ハックニーコーチという大きめで頑丈な、町と町を結ぶ都市間交通用途の乗合馬車があった。前者は都市部でのいわばタクシーで、日本語では辻馬車と呼ばれるものである（ハックニーキャリッジは現在、英国タクシーの正式名称でもある）。後者のハックニーコーチは、その後ステージコーチと呼ばれる様になった。これも現在日本語で『駅馬車』と呼ばれるものである。
一方同時期のステーションワゴンは、「駅からの人や荷物をその周辺地区に配送する役割」のもので、駅とその周辺を往復するタクシーであり荷物の配送車でもある。日本語では人の運搬（タクシー）では「辻馬車」と表現するが、荷物を運ぶのであれば辻馬車ではなく、そのものを正確に表す日本語はない。つまりステーションワゴンは「鉄道の駅周辺で利用されるワゴン」であり、「ワゴン＝馬車」と訳されるのが一般的なので、これを「駅馬車」と紹介することも可能であるが、すでに日本語で別の意味で「駅馬車」という言葉があるため混乱が生じている。
英語であればステーションワゴンとステージコーチはまったく別の表現であるが、「駅馬車」という同一の日本語表現として紹介されるために生じる勘違いである。つまり現代のワゴンとは「（積載物問わず）馬が引く車」という意味ではなく、古くから現在まで続く「（乗り心地ではなく積載量を重視した）荷物を主に運ぶ用途の車両」の意味である。

## モータースポーツ
ステーションワゴンはセダンに比べると全長の長さゆえの車重の重さ・剛性・前後重量配分などで不利が目立ち、空力面でわずかにメリットがある程度である。しかしローカルレースではマーケティングの都合や話題性を重視して投入されることもあり、参戦事例は複数存在する。
積載性と高速安定性の両立ができる点を買われ、F1やMotoGPなどでオフィシャルカーとしてステーションワゴンが採用された実績もある。
- 1994年BTCC（イギリスツーリングカー選手権）にボルボ・850エステートがトム・ウォーキンショー・レーシングから参戦。予選・決勝ともに最高5位と振るわなかった。
- 1996年・1998年JTCC（全日本ツーリングカー選手権）にスバル・インプレッサツーリングワゴンが投入されるが、熟成が進む前にシリーズ自体が消滅した[1]。
- 1990年代後半のイタリアヒルクライム選手権にて、シュコダ・オクタビアのワゴンが参戦。時にはGTマシンを凌ぐパフォーマンスでツーリングカークラス10勝を挙げている[2]。
- APRC（アジアパシフィックラリー選手権）において、スズキスポーツと田嶋伸博がスズキ・カルタスクレセントワゴン（欧州名：バレーノワゴン）をF2キットカー化して参戦。1997、1998年と2.0リッタークラスチャンピオンを獲得した[3]
- 2006年スーパー耐久の十勝24時間レースと富士戦に、ファンの熱烈な要望を受けたST-2クラス王者のテスト＆サービスが、黄色の三菱・ランサーエボリューションワゴンを投入。荷室の大きさのせいでセダン型に比べて100kgも重いというハンデがあり、その影響でブレーキパッドの摩耗が激しかった。しかしランエボの派生車としての素性の良さで剛性は高く、空力面のメリットもあって最高速度はセダン型に次ぐ速さであった。十勝はクラス5位、富士ではクラス9位でそれぞれ完走を果たした[4]。
- 2014年BTCCにホンダ・シビックツアラーが2台参戦。4勝を挙げてランキング3位につけた。
- 2016年 - 2019年に、英国SUBARUのマーケティング部門の要請により、BTCCでFRに換装されたスバル・レヴォーグが2台参戦。デビュー2年目でシリーズチャンピオンとなった。

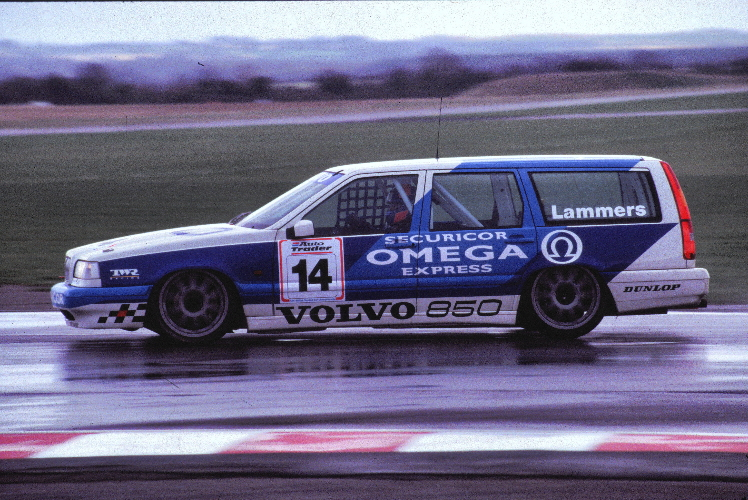
BTCCの850エステート（1994年）
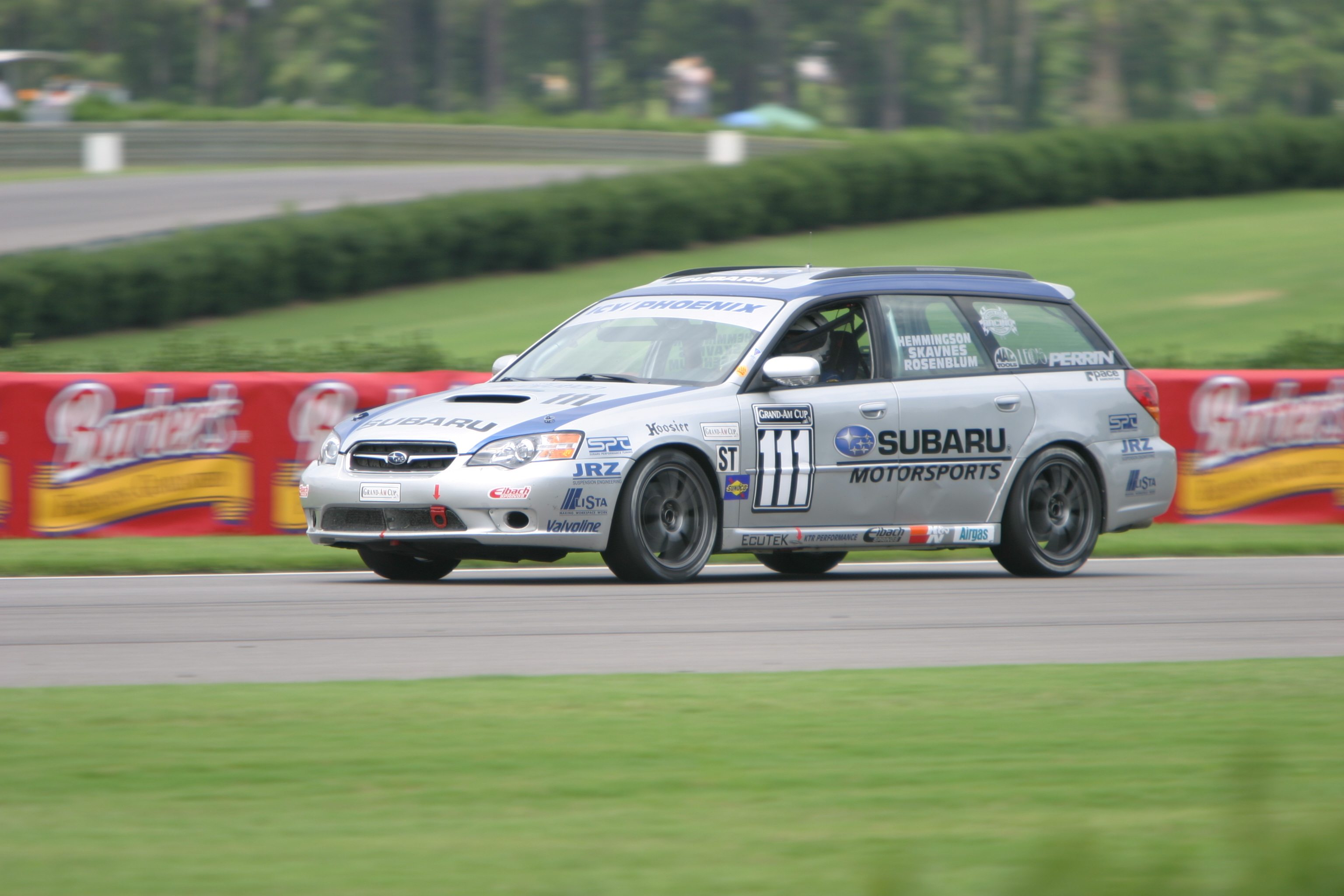
アラバマ州のローカルレースのレガシィ・ツーリングワゴン（2006年）
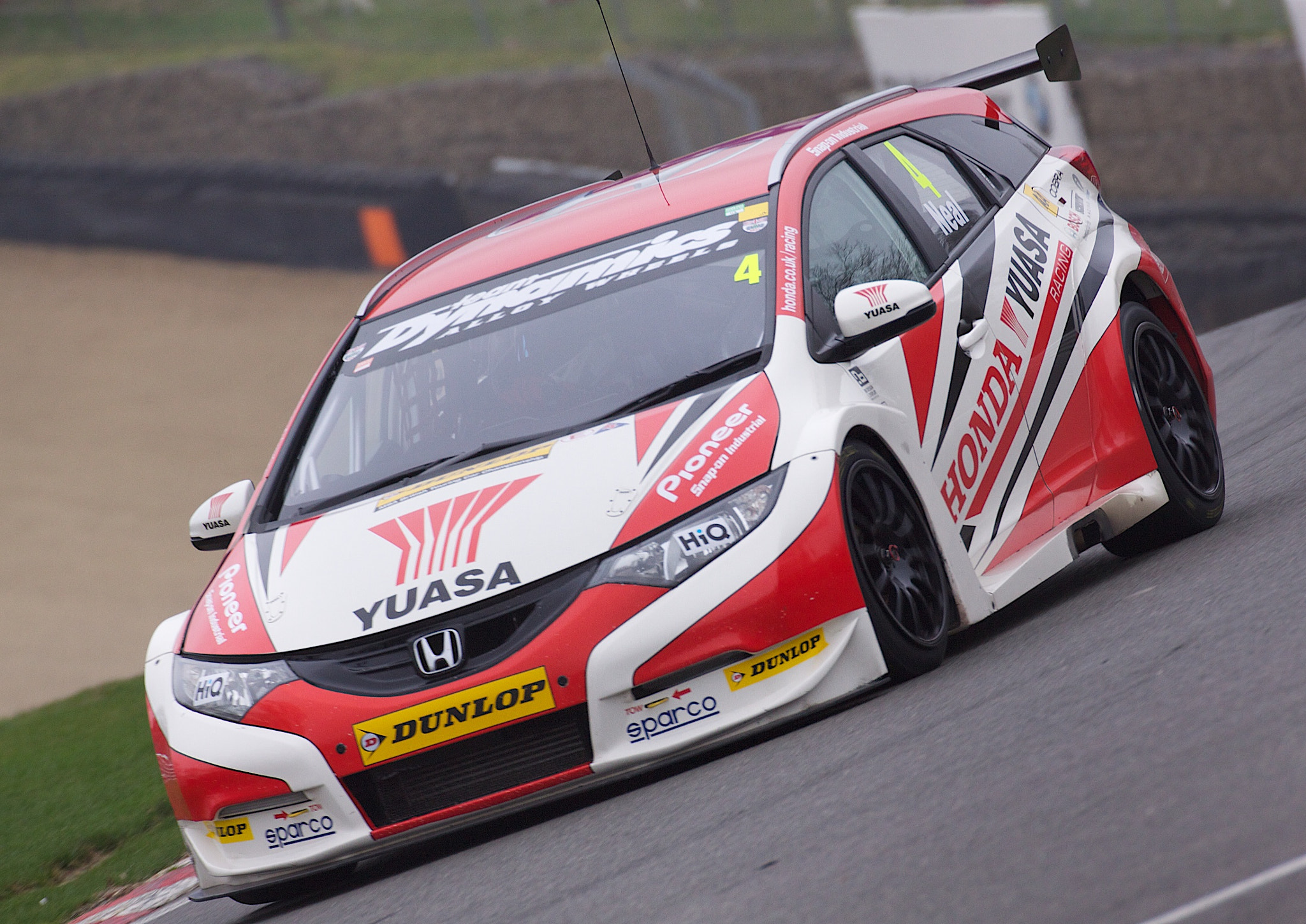
BTCCのシビックツアラー（2014年）
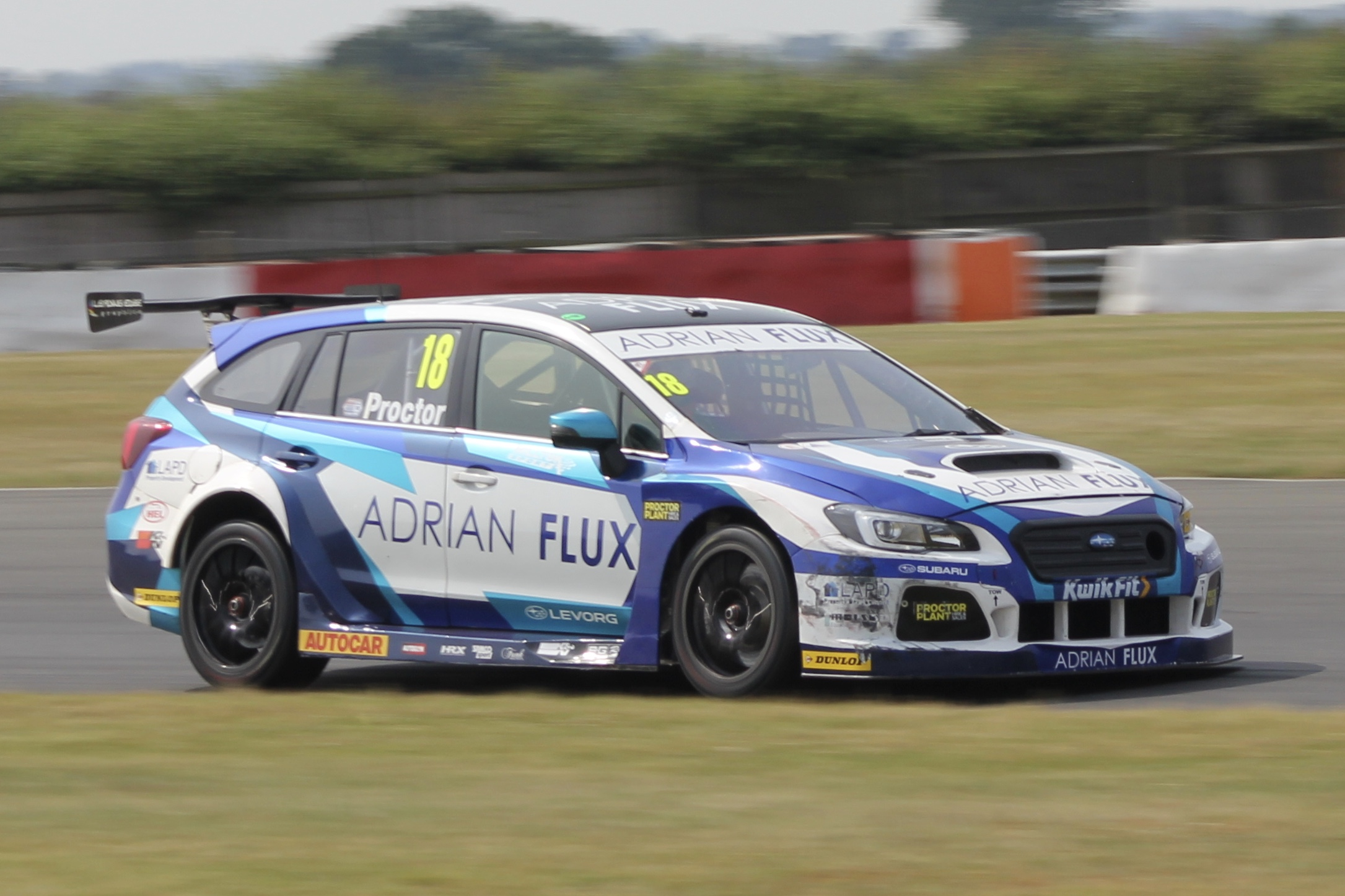
BTCCのレヴォーグ（2017年）
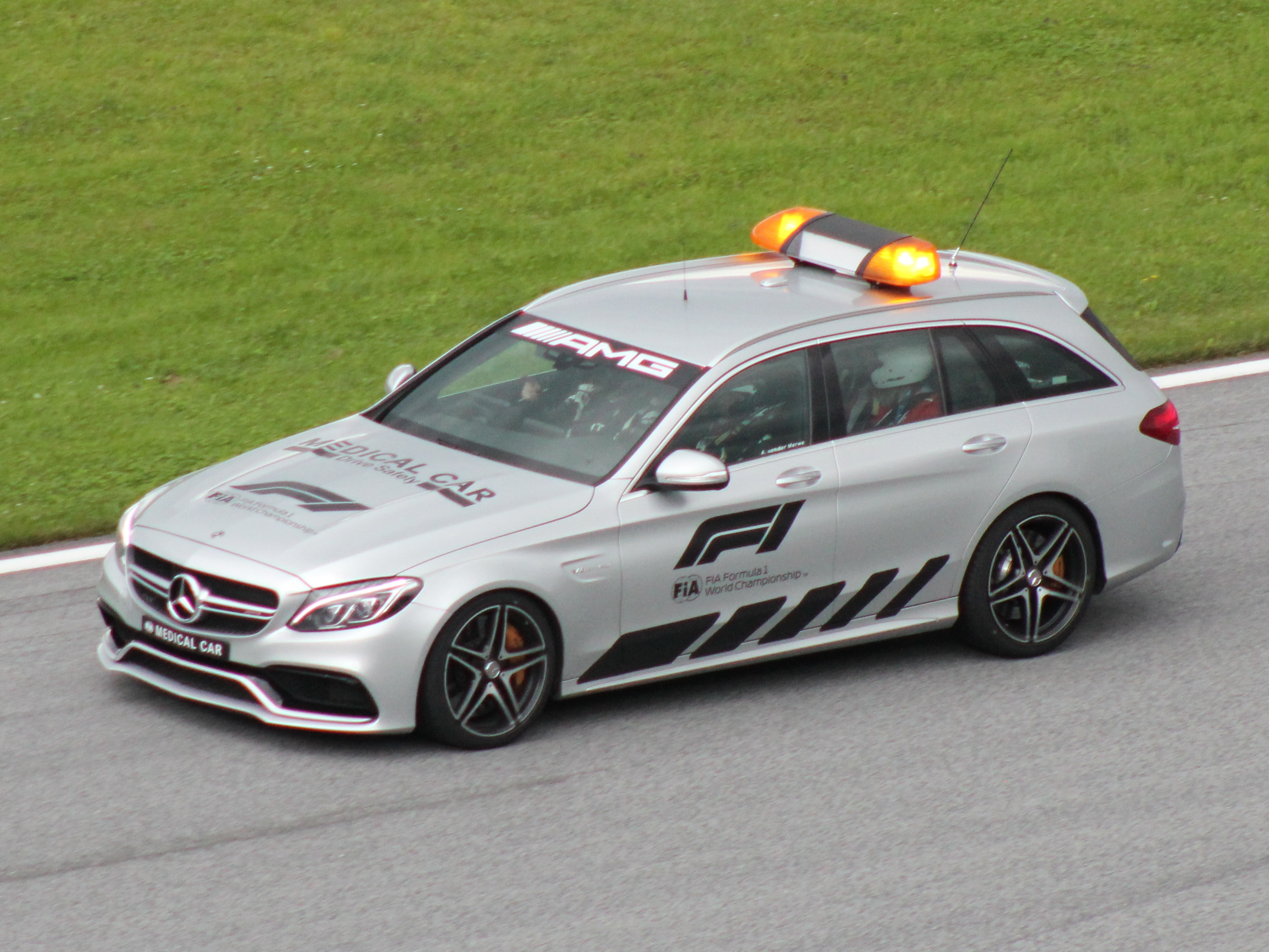
F1のメディカルカーのメルセデスベンツ・AMG C 63 S ステーションワゴン

## ステーションワゴン一覧（現行車種）
（2025年8月現在）
- 日本車
  - トヨタ - カローラフィールダー、カローラツーリング、クラウンエステート[注 4]
  - SUBARU - レヴォーグ
  - 光岡 - リューギワゴン（ベース車両はトヨタの3代目カローラフィールダー）
- その他の国
  -  メルセデス・ベンツ - Cクラスステーションワゴン、Eクラスステーションワゴン、CLAシューティングブレーク
  -  アウディ - A4 アバント、A6 アバント
  -  BMW - 3シリーズツーリング、5シリーズツーリング
  -  フォルクスワーゲン - パサートヴァリアント、ゴルフヴァリアント
  -  ミニ - クラブマン
  -  ルノー - メガーヌツーリングワゴン
  -  プジョー - 308SW、508SW
  -  ジャガー - XF スポーツブレイク
  -  ボルボ - V90、V60
  -  ヒュンダイ - i30CW

過去の販売車種は「Category:ステーションワゴン」を参照